# Pälsskinn
Pälsskinn (Subulicystidium longisporum) är en svampart som först beskrevs av Narcisse Theophile Patouillard, och fick sitt nu gällande namn av Erast Parmasto 1968. Pälsskinn ingår i släktet Subulicystidium och familjen Hydnodontaceae.  Arten är reproducerande i Sverige. Inga underarter finns listade i Catalogue of Life.